# Eremiaphila wettsteini
Eremiaphila wettsteini es una especie de mantis de la familia Eremiaphilidae.

## Distribución geográfica
Se encuentra en Sudán.